# Henry Brockholst Livingston
Pour les autres membres de cette famille, voir Famille Livingston et pour les homonymes, voir Livingston.
Henry Brockholst Livingston (25 novembre 1757 – 18 mars 1823) était un juge américain siégeant à la Cour suprême des États-Unis. Il meurt dans l'exercice de ses fonctions en 1823.